# Valentin Jordanov
Valentin Jordanov Dimitrov (bulharsky Валентин Йорданов Димитров, anglickým přepisem Valentin Yordanov; * 26. ledna 1960 Sandrovo, Bulharsko) je bývalý bulharský zápasník – volnostylař, olympijský vítěz z roku 1996.

## Sportovní kariéra
Vyrůstal v Sandrovu, v přilehlé obci k městu Ruse. Zápasit začal v 10 letech a od 14 let se v Ruse specializoval na volný styl pod vedením Georgi Ačeva. V 18 letech narukoval na vojnu do Sofie, kde se připravoval dalších 12 let pod vedením Jančo Patrikova. Členem bulharské seniorské reprezentace byl od roku 1980. V muší váze, ve které startoval, prakticky neměl soupeře. Jeho největším rivalem byl Jugoslávec Šaban Trstena. V roce 1984 přišel kvůli bojkotu o start na olympijských hrách v Los Angeles. V roce 1988 v Soulu nezvládl roli největšího favorita a skončil na celkovém 8. místě, když ve skupině A podlehl Trstenovi a Sovětu Vladimiru Toguzovovi. V roce 1990 odjel po pádu Živkova režimu za lepšími podmínkami do Spojených států. Žil v Pensylvánii a jeho hlavním sponzorem byl známý mecenáš zápasnického sportu John Du Pont. V roce 1992 startoval na olympijských hrách v Barceloně. V posledním kole základní skupiny A se utkal o postup do finále s Korejcem I Hak-sonem. Prohrál a postoupil do boje o třetí místo, ve kterém porazil Kim Son-haka z Jižní Koreje a vybojoval bronzovou olympijskou medaili. V roce 1996 startoval na olympijských hrách v Atlantě s velkými ambicemi na zisk zlaté olympijské medaile. Probojoval se do finále, ve kterém narazil na Ázerbájdžánce Namiga Abdullajeva. Po minutě se ujal vedení, ale s blížícím se koncem zápasu začal chybovat. V posledních sekundách zaváhal a nechal soupeře vyrovnat. V prodloužení nakonec Abdullajeva vytlačil ze žíněnky a získal zlatou olympijskou medaili. Následně ukončil sportovní kariéru. Žije ve Spojených státech, kde spravuje majetek po Du Pontovi a je čestným předsedou bulharského zápasnického svazu.

## Výsledky
| Turnaj             | 1981      | 1982      | 1983      | 1984      | 1985      | 1986      | 1987      | 1988      | 1989      | 1990      | 1991      | 1992      | 1993      | 1994      | 1995      | 1996      |
| Turnaj             | 21        | 22        | 23        | 24        | 25        | 26        | 27        | 28        | 29        | 30        | 31        | 32        | 33        | 34        | 35        | 36        |
| Turnaj             | muší váha | muší váha | muší váha | muší váha | muší váha | muší váha | muší váha | muší váha | muší váha | muší váha | muší váha | muší váha | muší váha | muší váha | muší váha | muší váha |
| ------------------ | --------- | --------- | --------- | --------- | --------- | --------- | --------- | --------- | --------- | --------- | --------- | --------- | --------- | --------- | --------- | --------- |
| Olympijské hry     |           |           |           | —         |           |           |           | 8.        |           |           |           | 3.        |           |           |           | 1.        |
| Mistrovství světa  | —         | —         | 1.        |           | 1.        | 3.        | 1.        |           | 1.        | 2.        | 2.        |           | 1.        | 1.        | 1.        |           |
| Mistrovství Evropy | 3.        | 1.        | 1.        | 2.        | 1.        | 1.        | 1.        | 1.        | 1.        | —         | —         | —         | —         | —         | —         | —         |